# Hitomi Nozoe
Hitomi Nozoe (野添ひとみ, Nozoe Hitomi), née le 11 février 1937 et morte le 4 mai 1995, est une actrice japonaise. Son vrai nom est Gen Kawaguchi (川口元, Kawaguchi Gen)

## Biographie

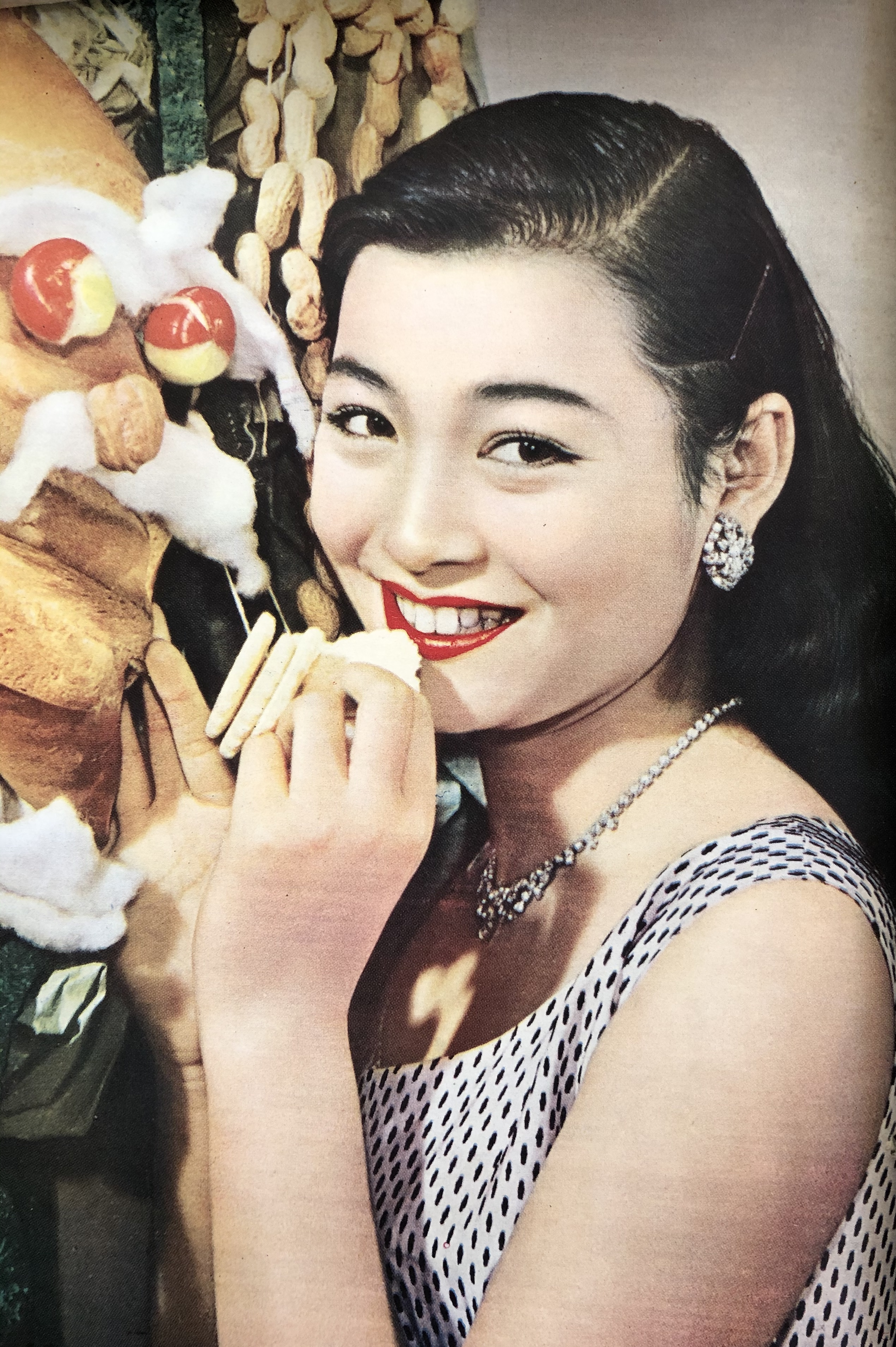
Hitomi Nozoe en 1954.

Hitomi Nozoe a tourné dans 90 films entre 1953 et 1971.
Elle s'est mariée à l'acteur Hiroshi Kawaguchi.
Hitomi Nozoe meurt des suites d'un cancer de la thyroïde dans un hôpital de Shinjuku à Tokyo.

## Filmographie partielle

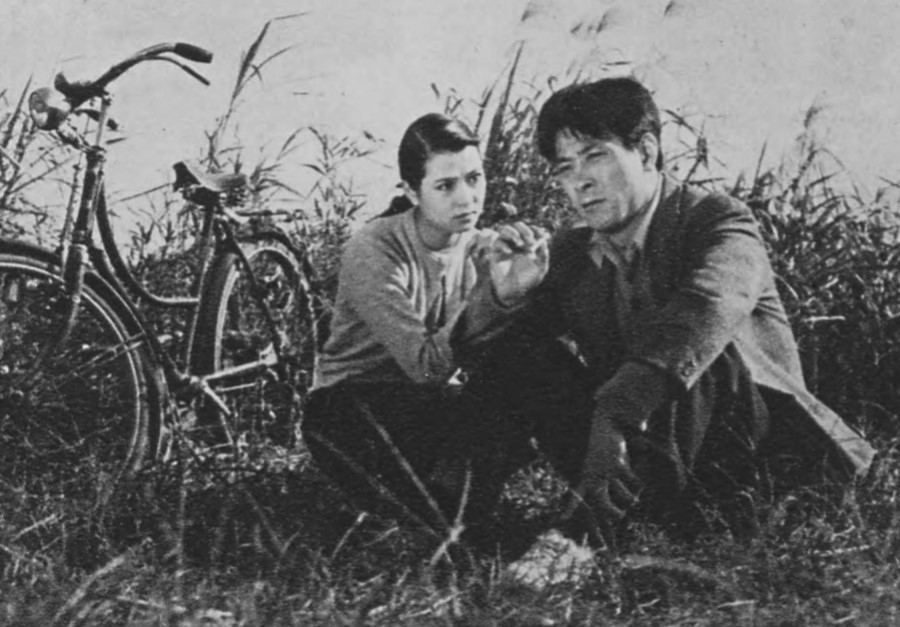
Hitomi Nozoe et Kenji Sugawara dans Dans le tumulte du typhon (1956).

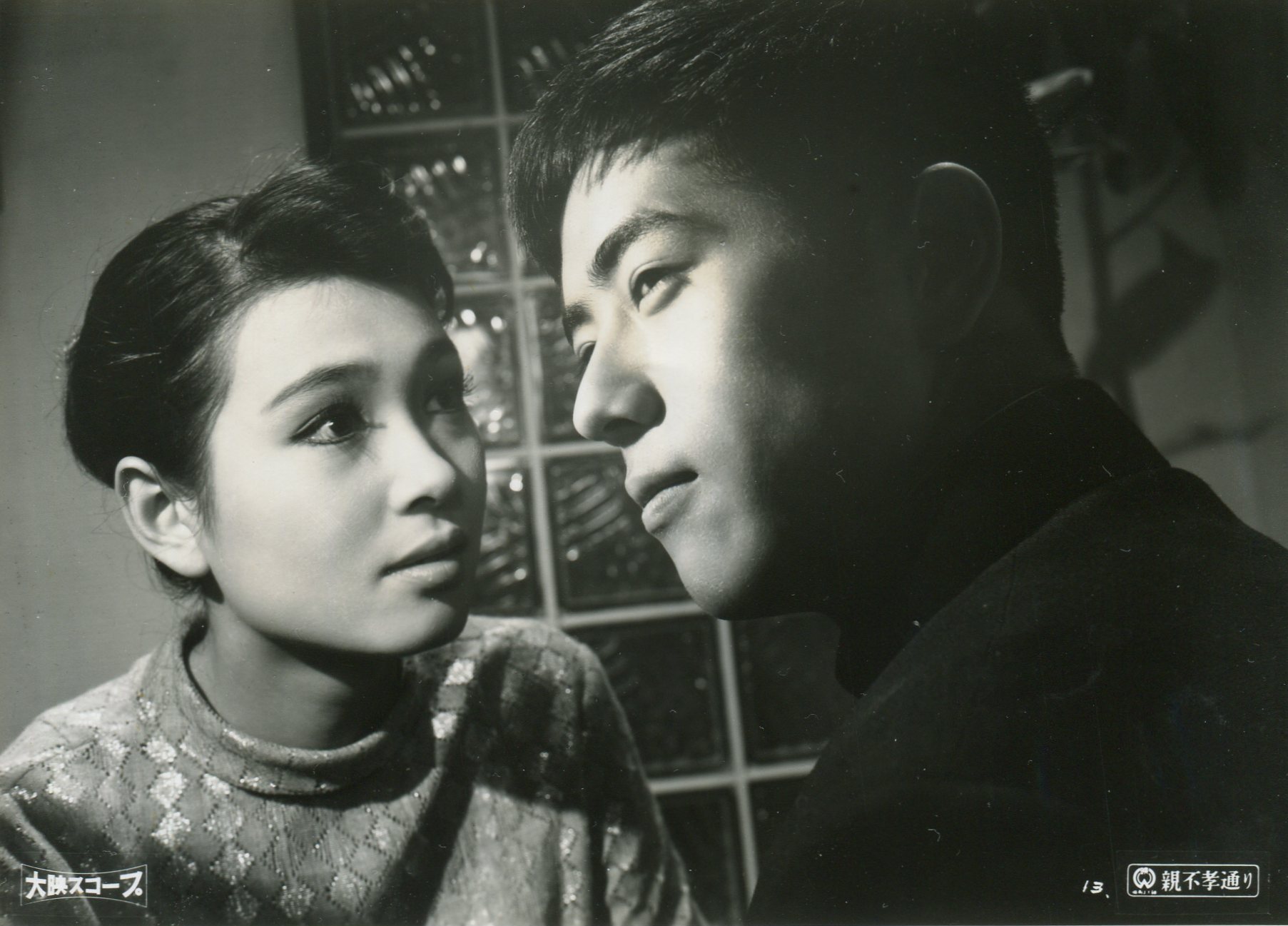
Hitomi Nozoe et Hiroshi Kawaguchi dans Avenue des enfants ingrats (1958).

- 1953 : Le Cœur sincère (まごころ, Magokoro?) de Masaki Kobayashi : Fumiko
- 1953 : Yome no tachiba (嫁の立場?) de Katsumi Nishikawa
- 1953 : Quel est ton nom ? (君の名は, Kimi no na wa?) de Hideo Ōba
- 1953 : Quel est ton nom ? II (君の名は 第二部, Kimi no na wa: Dai-ni-bu?) de Hideo Ōba
- 1954 : Quel est ton nom ? III (君の名は 第三部, Kimi no na wa: Dai-san-bu?) de Hideo Ōba
- 1954 : Hi wa shizumazu (陽は沈まず?) de Noboru Nakamura
- 1954 : Kinō to asu no aida (昨日と明日の間?) de Yūzō Kawashima
- 1954 : Seishun zenki (青春前期?) de Manao Horiuchi
- 1954 : Kenka garasu (喧嘩鴉?) de Manao Horiuchi
- 1955 : Le Bar du crépuscule (たそがれ酒場, Tasogare sakaba?) de Tomu Uchida[2]
- 1955 : Le Christ en bronze (青銅の基督, Seidō no Kirisuto?) de Minoru Shibuya
- 1956 : Dans le tumulte du typhon (台風騒動記, Taifū sōdōki?) de Satsuo Yamamoto
- 1957 : Typhon sur Nagasaki de Yves Ciampi : Saeko Sakurai
- 1957 : Les Baisers (くちづけ, Kuchizuke?) de Yasuzō Masumura : Akiko Shirakawa
- 1957 : Courant chaud (暖流, Danryū?) de Yasuzō Masumura : Keiko Shima
- 1958 : Yūrakuchō de aimashō (有楽町で逢いましょう?) de Kōji Shima : Kana Shinohara
- 1958 : Le Précipice glacé (氷壁, Hyoheki?) de Yasuzō Masumura : Kosaka Kaoru
- 1958 : Les Géants et les Jouets (巨人と玩具, Kyojin to gangu?) de Yasuzō Masumura : Kyōko Shima
- 1958 : Un homme audacieux (不敵な男, Futeki na otoko?) de Yasuzō Masumura : Hideko Yamabe
- 1958 : Le Héron blanc (白鷺, Shirasagi?) de Teinosuke Kinugasa : Nanae Date
- 1958 : Avenue des enfants ingrats (親不幸通り, Oyafuko dōri?) de Yasuzō Masumura : Kaneko Ema
- 1959 : Beauté coupable (美貌に罪あり, Bibō ni tsumi ari?) de Yasuzō Masumura : Kaoru Shimizu
- 1959 : Herbes flottantes (浮草, Ukigusa?) de Yasujirō Ozu : Aiko
- 1969 : Tue, vaurien, tue ! (無頼 殺せ, Burai: Barase?) de Keiichi Ozawa : Minako Moriyama